# Gora Dlinnlyj Kamen’
Gora Dlinnlyj Kamen’ (englische Transkription von russisch Гора Длинный Камень Gora Dlinnly Kamen, deutsch ‚Langer-Stein-Berg‘) ist ein Nunatak im ostantarktischen Mac-Robertson-Land. Er ragt in der Casey Range der Framnes Mountains auf.
Russische Wissenschaftler benannten ihn deskriptiv.